# Lützelbach (Bieber)
Der Lützelbach ist ein linker Zufluss der Bieber im Main-Kinzig-Kreis im hessischen Spessart.

## Geographie

### Verlauf
Der Lützelbach entspringt südlich von Lützel am Glasberg (476 m). Er fließt in nordwestliche Richtung nach Lützel, nimmt einen Bach vom Franzosenkopf (481 m) von links auf und knickt an der Rauen Heil (435 m) nach Nordosten ab. Vorbei an Breitenborn erreicht er Lanzingen. Dort unterquert der Lützelbach die Bundesstraße 276 und mündet an der Kläranlage in die Bieber.

### Flusssystem Kinzig
- Liste der Fließgewässer im Flusssystem Kinzig (Main)